# USS Yorktown (CG-48)
«Йоркта́ун» (англ. Yorktown) — американский ракетный крейсер типа «Тикондерога». Назван в честь сражения при Йорктауне, произошедшего в ходе Войны за независимость США.
Летом 1992 года, «Йорктаун» стал первым американским кораблем, который после Второй Мировой войны посетил с официальным визитом Главную военно-морскую базу Северного Флота — Североморск.

## Строительство
Заказ на строительство второго крейсера типа «Тикондерога» был выдан судостроительной компании «Ингаллс Шипбилдинг» 28 апреля 1980 года. В отличие от головного корабля, из-за колоссальной стоимости постройки он с самого начала классифицировался как ракетный крейсер, а не эскадренный миноносец.
Формальная церемония закладки корабля на верфи в Паскагуле, штат Миссисипи состоялась 19 октября 1981 года, а спуска на воду 17 января 1983. Его крёстной матерью стала Мэри Мэтьюз (англ. Mary Mathews), деятель бизнеса из Йорктауна, штат Вирджиния, вместе с мужем пожертвовавшая большую денежную сумму флоту.
После завершения испытаний крейсер был передан ВМФ США в день Независимости 4 июля 1984 года. На церемонии помимо Мэтьюз также присутствовали морской министр Джон Леман, сенатор от штата Вирджиния Джон Уорнер и конгрессмен Герберт Бейтмен.

## История
12 февраля 1988 года американские корабли — ракетный крейсер «Йорктаун» и эсминец «Кэрон» — вторглись в советские территориальные воды в районе Севастополя и направились вдоль побережья Крыма в сторону Ялты. На предупреждающие сигналы американцы не реагировали. Советский сторожевой корабль «Беззаветный» вынужден был выполнить «навал», соприкоснувшись с левым бортом американского крейсера повредил леера и смял пусковую установку крылатых ракет «Гарпун». После второго «навала» «Йорктаун» поспешно переложил руль вправо и покинул советские территориальные воды. За ним последовал «Кэрон», на который совершил «навал» сторожевой корабль «СКР-6».

## Командиры
- 4.7.1984 — 27.6.1986 капитан 1 ранга (кэптэн) Карл Андерсон (англ. Carl Anderson);
- 27.6.1986 — 13.4.1988 капитан 1 ранга (кэптэн) Филип Дюр (англ. Philip Dur);
- 13.4.1988 — 7.3.1990 капитан 1 ранга (кэптэн) Питер Эдвард О’Коннор (англ. Peter Edward O'Connor);
- 7.3.1990 — 24.4.1992 капитан 1 ранга (кэптэн) Роберт Ричардсон (англ. Robert Richardson);
- 24.4.1992 — 21.1.1994 капитан 1 ранга (кэптэн) Майкл Гленн Маллен (англ. Michael Glenn Mullen);
- 21.1.1994 — 26.7.1995 капитан 1 ранга (кэптэн) Дэвид Рой Эллисон (англ. David Roy Ellison);
- 26.7.1995 — 19.6.1997 капитан 2 ранга (коммандер) Ричард Раштон (англ. Richard Rushton);
- 19.6.1997 — 19.2.1999 капитан 2 ранга (коммандер) Эрик Свейгард (англ. Eric Sweigard);
- 19.2.1999 — 17.8.2000 капитан 2 ранга (коммандер) Роберт Стивен Керно (англ. Robert Stephen Kerno);
- 17.8.2000 — 10.2.2002 капитан 2 ранга (коммандер) Джеффри Чарльз Джонстон (англ. Jeffrey Charles Johnstone);
- 10.2.2002 — 3.12.2004 капитан 2 ранга (коммандер) Стивен Эдвард Слоан (англ. Steven Edward Sloan);

## Интересные факты
- 21 сентября 1997 года в результате деления на ноль в компьютеризированной управляющей системе крейсера USS Yorktown (CG-48) Военно-морского флота США произошло отключение всех машин в системе, в результате чего прекратила работу двигательная установка корабля.[1]